# Enema de café
Um enema de café é um tipo do consueto processo, no qual insere-se café através do ânus para limpar o reto e o intestino grosso. Não há, sob alicerces médicos ou científicos, quaisquer evidências de reparo na saúde do exercitante para enemas de café. 
O emprego de sua práxis pode suscitar sepse, distúrbios eletrolíticos, colite, proctocolite, falência de órgãos, perfuração retal, ou, ainda,  abscesso cerebral. 

## História
Enquanto a ideia de lavagem retal remete à medicina do Antigo Egito, a implantação do café para enemas não é recente; conchavada em 1917, foi mencionada no Manual MSD até o ano de 1972. 

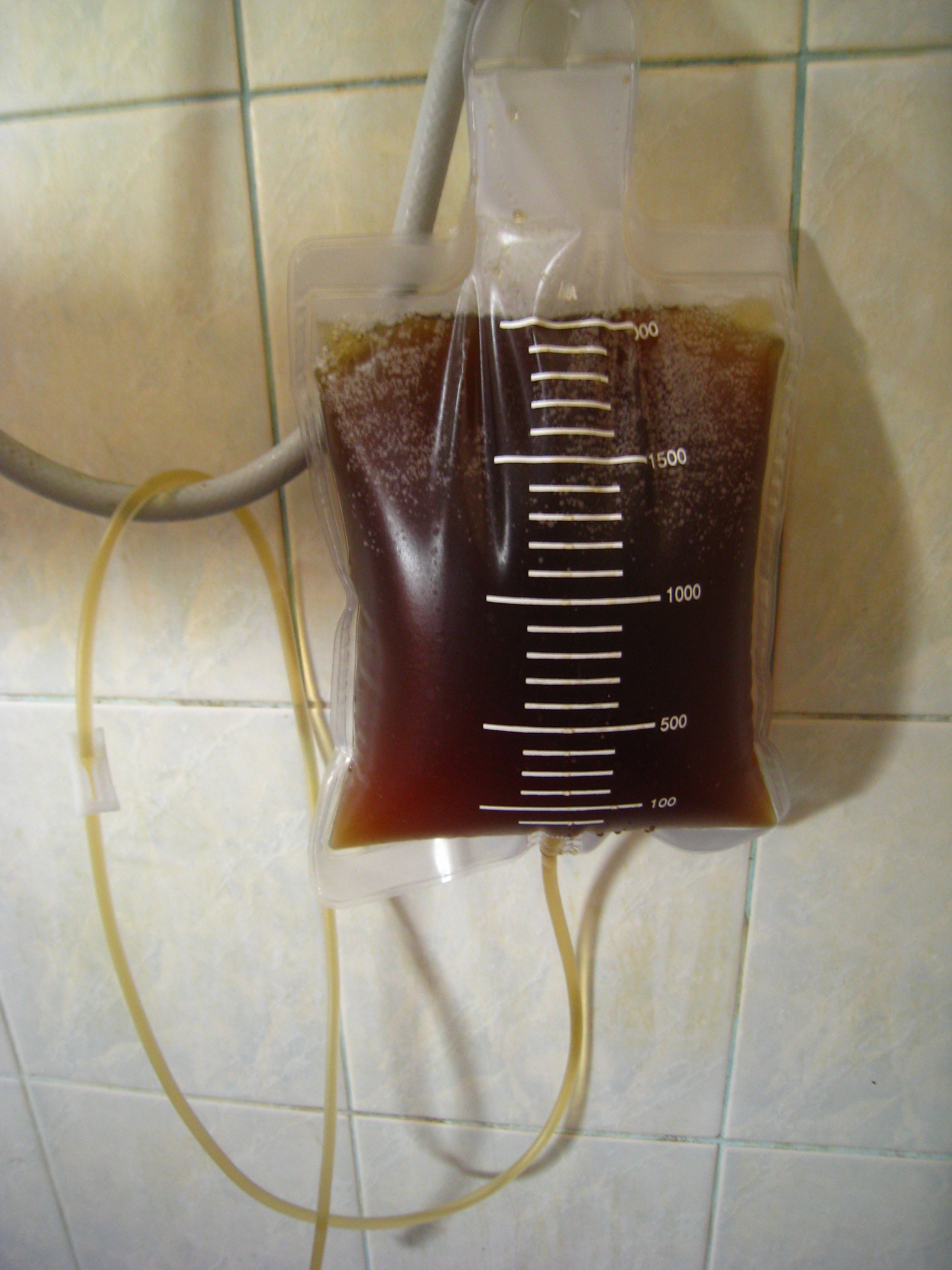
Saco de enema, instrumento que alicerça a ingressão do conteúdo

Em 1920, cientistas germânicos investigaram efeitos do enema de cafeína sobre o ducto biliar e intestino delgado. Max Gerson altercou que enemas de café ilustravam melhora sobre o trato gastrointestinal. Ainda, anuindo que efeitos positivos de desintoxicação eram promovidos pelo método, o que conduziria o paciente à recuperação de sua saúde deteriorada, declarou que, paradoxalmente a enemas de salina, o café do enema franqueava o músculo liso do intestino delgado, alvejando, posteriormente, o fígado. Segundo o especialista, isto estimularia o sistema nervoso autônomo, de forma análoga ao consumo oral da droga, trazendo a soltura de bílis no fígado. Tal recurso, adicionalmente, removeria mais toxinas nocivas do que um edema ordinário. Ao contatar seus pacientes, aludindo à manifestação da cafeína, frequentemente dizia que "enemas de café não são fornecidos para a função dos intestinos, mas para a estimulação do fígado".
Os enemas de café apareceram no manual do Royal Army Medical Corps em 1944 como um enema estimulante para o tratamento de choque e envenenamento, misturado com conhaque.
A prática da limpeza do cólon experienciou ponderável demissão a partir de 1990, e, em tal faixa, eram utilizados com foco em um tratamento alternativo contra o soerguimento de câncer.

## Riscos e efeitos
Alguns defensores da medicina alternativa têm debatido sobre a desintoxicação suscitada pela prática do enema, argumentando que a mesma restauraria produtos metabólicos de tumores. Todavia, não há evidência médica ou científica que suportem qualquer desintoxicação ou efeitos anti-câncer.
Quando administrado tão frequentemente quanto num ritmo de 2 horas, inconstantemente, o enema pode levar à morte, devido a desequilíbrios eletrolíticos, hiponatremia, desidratação e derrames pleurais e pericárdicos. A instituição americana Food and Drug Administration (FDA) adverte que fortuitos voluntários devem estar cientes do potencial risco de morte em estudos que o executam.